# Linda Crockett
Linda Crockett (n. 20 iulie 1943, Hamilton, Ontario, Canada) este o scriitoare americană de thriller.

## Lucrări publicate
- 1995 - Carousel
- 1990 - Sandman
- 1979 - Fortune's Fugitive
- 1981 - Satyr
- 1987 - Scryer
- 1988 - Tangerine
- 1989 - Mama's Boy
- 1989 - Siren
- 1991 - Dark Window
- 1992 - Safelight
- 1983 - To Touch a Dream
- 1984 - A Moment of Magic
- 1984 - Song of the Seabird
- 1985 - Windward Passage